# Martin Hennig
Martin Christoph Siegesmund Hennig (* 28. November 1864 in Loslau; † 27. August 1920 in Bad Tölz) war ein deutscher evangelisch-lutherischer Theologe, Pastor, Publizist und Direktor des Rauhen Hauses.

## Leben
Martin Hennig war ein Sohn von Karl Hennig und dessen Gattin Maria, geborene Eberlein. Sein Vater, der als Pastor arbeitete, erteilte seinem Sohn anfangs Privatunterricht. Von 1874 bis 1879 besuchte Hennig als Freischüler die Schule des Waisenhauses in Bunzlau. Anschließend besuchte er bis 1884 das Pädagogium und Waisenhaus in Züllichau, das er mit dem Abitur verließ. Von 1884 bis 1888 studierte Hennig Theologie an der Universität Breslau und der Universität Greifswald. Er schloss das Studium mit dem Examen ab und durchlief ein zweimonatiges Vikariat in Malwitz, gefolgt von einem zweimonatigen Aufenthalt am Seminar für Lehrerbildung in Steinau. 1889 ging er nach Hamburg, wo er bis 1892 als Oberlehrer die Betreuung verhaltensauffälliger Jugendlicher übernahm.
Im Herbst 1889 ging Hennig zurück in seine Heimat, wo er das zweite Theologische Examen ablegte. Anschließend arbeitete er am Rauhen Haus in Hamburg und ab 1892 als Hilfsprediger an der Salvatorkirche in Breslau. Dort wurde Hennig ordiniert. Aufgrund seiner Prägung durch die soziale Bewegung, die insbesondere vom Kathedersozialismus ausging, zog er 1894 nach Berlin. Dort arbeitete er als Agent für den Jünglingsbund. Hennig besuchte binnen kurzer Zeit verschiedene Orte in Ostdeutschland. Dabei gründete er viele Vereine für Jugendliche und schuf eine Verlagsbuchhandlung.
Inspiriert von Johann Hinrich Wichern, der die Innere Mission ins Leben gerufen hatte, wirkte Hennig ab 1895 als Vereinsgeistlicher für den Provinzialausschuss für Innere Mission in der Mark Brandenburg. Während seiner Reisen engagierte er sich in sogenannten Rettungshäusern, die Kindern und Jugendlichen offenstanden, Trinkerheilstätten und Arbeiterkolonien. Während Informationsveranstaltungen sprach er über die Arbeit der Inneren Mission und die Jugend- und Vereinsarbeit. Während dieser Zeit schrieb Henning Broschüren und Beiträge zur Inneren Mission, zum Konfirmandenunterricht und der Jugendpflege und Gesetzgebung.

## Wirken am Rauhen Haus in Hamburg
1901 folgte Hennig als Direktor des Rauhen Hauses auf Johannes Wichern. Die Stelle war aufgrund einer Erkrankung Wicherns längere Zeit vakant gewesen. Hennig gab der Einrichtung eine neue Führungsstruktur und ließ mehrere neue Gebäude errichten. Unter seiner Leitung entstand das Verwaltungsgebäude, ein Wohnhaus für Jungen, Bäckerei und Druckerei sowie ein landwirtschaftliches Gebäude. Hinzu kam ein Erholungshaus für „Brüder“ in der Heide und 1908 das zum 100. Geburtstags von Johann Hinrich Wichern errichtete Lehrerhaus. Außerdem wurden mehrere Gebäude umgebaut oder modernisiert und teilweise erstmals mit fließendem Wasser versorgt. Hennig empfing zahlreiche Gäste aus dem In- und Ausland, von denen die Deutsche Kaiserin 1910 die Bedeutendste gewesen sein dürfte.
Hennig entwickelte das Konzept des Rauhen Hauses weiter. Die Einrichtung bot nun eine Schulausbildung an. Außerdem führte Hennig mit viel Engagement ein von Wichern initiiertes Projekt zur Berufsausbildung für Jugendliche fort. Die Auszubildenden arbeiteten in verschiedenen Gewerken und stellten dabei Produkte her und erbrachten Dienstleistungen, die von der Einrichtung selbst genutzt wurden. Die Jugendlichen erhielten somit neben dem Berufseinstieg eine Vorbereitung auf ein selbstständiges Leben. Die Jugendlichen vertrauten Hennig, der als starke, aber mitunter autoritäre Persönlichkeit galt, aufgrund der von ihm aufgebrachten Geduld und Herzlichkeit. Hennig verfolgte einen ganzheitlichen pädagogischen Ansatz. Er setzte klare Regeln und überwachte deren Einhaltung. Er förderte die Eigenverantwortlichkeit der durchschnittlich etwa 180 Jungen, denen er Kreativität und Naturverbundenheit nahebringen wollte. Die Kombination von theoretischer und praktischer Ausbildung war ihm ebenso wichtig wie eine feste Verbundenheit mit dem christlichen Glauben. Er setzte sich intensiv mit psychologischen Fragestellungen auseinander mit dem Ziel, Kinder und Jugendliche besser verstehen und ihre Potentiale erkennen und fördern zu können.
Einen weiteren Schwerpunkt seiner Tätigkeit legte Martin Hennig auf die theologische und pädagogische Ausbildung der „Brüder“ des Rauhen Hauses. Er bot den Männern, die auch außerhalb des Rauhen Hauses verschiedene Aufgaben übernahmen, theologischen Unterricht an. Außerdem stellte er seine eigenen pädagogischen Methoden vor. Hennig versuchte, eine „Farmerschule“ zu etablieren, die bei Einsätzen in Kolonien genutzt werden sollte. Das Konzept wurde nur wenig genutzt. Besonders wichtig war Hennig, die Arbeit der Inneren Mission weiterzuentwickeln. Das von ihm 1913 gegründete eigenständige Evangelische Erziehungsamt für Innere Mission leitete er nebenberuflich selbst. Hennig gehörte viele Jahre dem Centralausschuss für Innere Mission in Berlin und der Hamburger Stadtmission an. Neben zahlreichen Vorträgen auf Fachkonferenz gründete Hennig 1908 die Wichern-Vereinigung zur Förderung des christlichen Volkslebens.

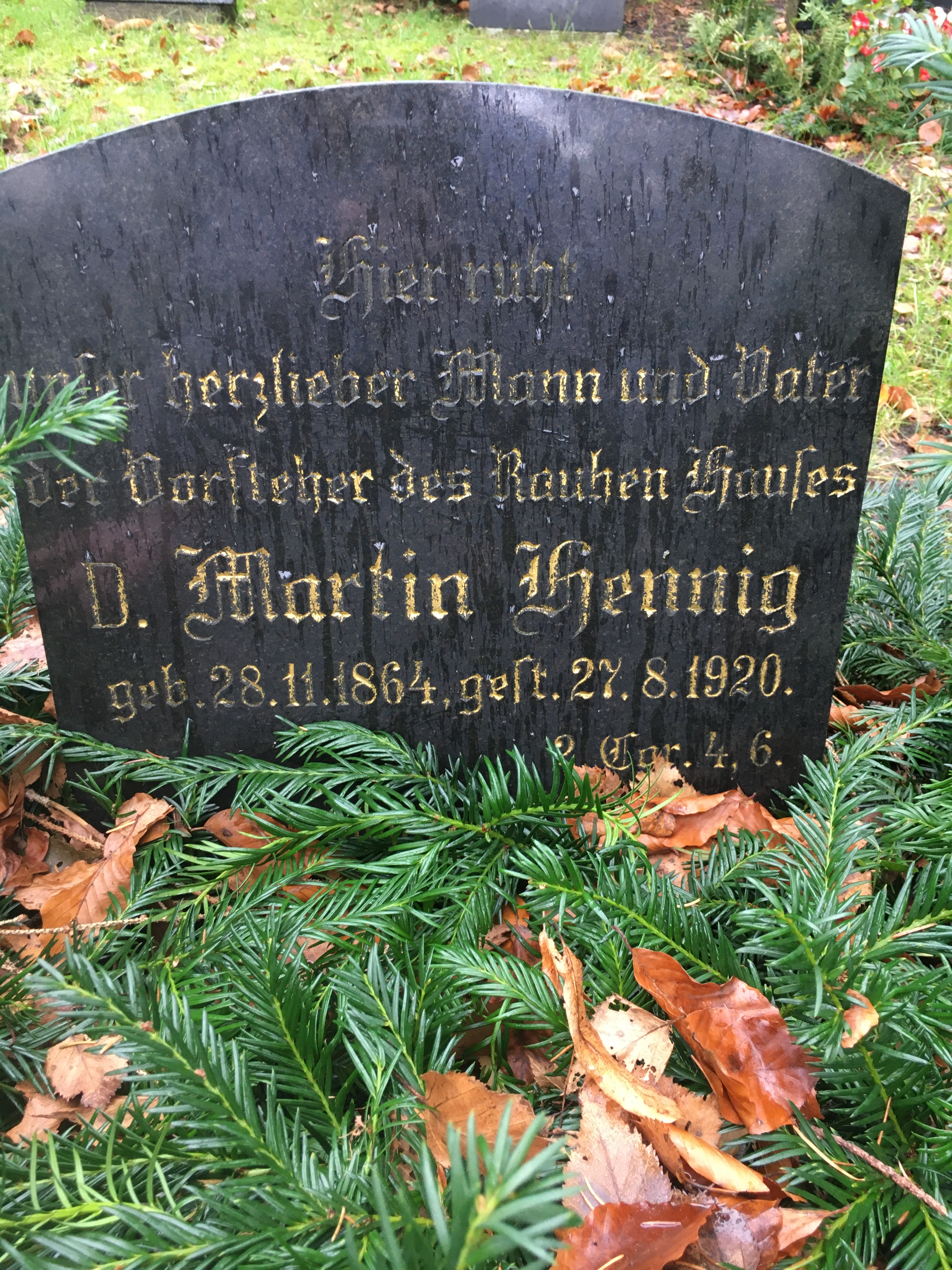
Grab auf dem Friedhof Ohlsdorf (2020)

Während des Ersten Weltkriegs und in den Folgejahren geriet das Rauhe Haus in wirtschaftliche Not. Neben den Betreuern mussten auch ältere Jugendliche Kriegsdienst leisten. Somit konnte sich die Einrichtung nur noch eingeschränkt selbst versorgen. Außerdem erhielt das Rauhe Haus weniger staatliche Fördermittel. Hennig beschloss 1915, somit ein Jahr vor Einführung im Deutschen Reich, im Rauhen Haus die Sommerzeit einzuführen. Dadurch hoffte er, Strom einsparen zu können. Hennig sah sich gezwungen, Immobilien zu veräußern. Es gelang ihm, Spenden von Theologen aus den USA einzuwerben. Während der Novemberrevolution blieben die Gebäude äußerlich unbeschädigt. Die unter den jugendlichen Einwohnern aufkommenden revolutionären Strömungen konnte Hennig beruhigen. Während dieser für die Einrichtung schweren Zeit erkrankte Hennig 1919 an Knochentuberkulose, an deren Folgen er ein Jahr später verstarb. Sein Grab ist auf einem Areal des Friedhof Ohlsdorfs zu finden, das Hennig 1919 für Mitglieder des Rauhen Hauses hatte einrichten lassen. Es liegt im Planquadrat AF 43 zwischen Kapelle 9 und dem Prökelmoor.
Martin Hennig hinterließ seine Ehefrau Erica Hennig.

## Werke
Martin Hennig verfasste zahlreiche pädagogische Schriften und Gebetbücher. 1907 schrieb er eine Biografie über Johann Hinrich Wichern und 1912 ein Quellenbuch der Inneren Mission.
Veröffentlichungen von Martin Hennig durch die Agentur d. Rauhen Hauses:
- Wie der Meister uns in den Weinberg rief. Zeugnisse von Jesu Taten an seinen Jüngern, gezeichnet von einer Reihe bekannter Vertreter der Inneren und Äußeren Mission (1906)
- Welch eine Wendung! Bilder von Gottes Walten in der Geschichte der Völker (1908)
- Aus Gottes Werkstatt (1909)
- Alle Lande sind Seiner Ehre voll! Wanderskizzen von Gottes Werk in weiter Welt (1911)
- Christuszeugnisse. Aussprüche berühmter Männer über Jesus von Nazareth (1911)
- Unserer Kirche Herrlichkeit. Tatbeweise des Lebens unserer evangelischen Kirche (1913)
- Neue Kriegslieder für deutsche Jungen (1914)
- Heil Kaiser Dir! (1915)
- Fromm und deutsch (1917)
- Durch Kampf zum Sieg (1918)
- Ein Jungborn deutscher Jugendkraft (1918)

## Ehrungen
Die Universität zu Berlin ernannte Hennig aufgrund seiner Bemühungen um die von Johann Hinrich Wichern vorgegebenen Ziele 1908 zum Ehrendoktor.

## Einzelnachweis
1. ↑  Literatur von und über Martin Hennig im Katalog der Deutschen Nationalbibliothek

| Personendaten    | Personendaten                                      |
| ---------------- | -------------------------------------------------- |
| NAME             | Hennig, Martin                                     |
| ALTERNATIVNAMEN  | Hennig, Martin Christoph Siegesmund                |
| KURZBESCHREIBUNG | deutscher Publizist und Direktor des Rauhen Hauses |
| GEBURTSDATUM     | 28. November 1864                                  |
| GEBURTSORT       | Loslau                                             |
| STERBEDATUM      | 27. August 1920                                    |
| STERBEORT        | Bad Tölz                                           |